# Nuoto sincronizzato ai campionati mondiali di nuoto 2015 - Duo misto (programma tecnico)
La competizione di nuoto sincronizzato - Duo misto tecnico dei Campionati mondiali di nuoto 2015 si è disputata il 25 e 26 luglio 2015 alla Kazan Arena di Kazan'. La fase preliminare ha avuto inizio la mattina del 25 luglio, mentre la finale si è svolta la sera del giorno seguente.

## Medaglie
| Posizione | Atleta                            | Paese       |
| --------- | --------------------------------- | ----------- |
| Oro       | Christina Jones Bill May          | Stati Uniti |
| Argento   | Aleksandr Mal'cev Darina Valitova | Russia      |
| Bronzo    | Manila Flamini Giorgio Minisini   | Italia      |

## Risultati
In verde sono denotati i finalisti.
| Pos. | Atleti                            | Nazionalità | Preliminare | Preliminare | Finale  | Finale |
| Pos. | Atleti                            | Nazionalità | Punti       | Pos.        | Punti   | Pos.   |
| ---- | --------------------------------- | ----------- | ----------- | ----------- | ------- | ------ |
| 1    | Bill May Christina Jones          | Stati Uniti | 86,7108     | 2           | 88,5108 | 1      |
| 2    | Aleksandr Mal'cev Darina Valitova | Russia      | 88,8539     | 1           | 88,2986 | 2      |
| 3    | Manila Flamini Giorgio Minisini   | Italia      | 85,4125     | 3           | 86,3640 | 3      |
| 4    | Oleksandra Sabada Anton Tymofeev  | Ucraina     | 84,0767     | 4           | 83,7653 | 4      |
| 5    | Atsushi Abe Yumi Adachi           | Giappone    | 81,8724     | 5           | 82,3509 | 5      |
| 6    | Gökçe Akgün Yağmur Demircan       | Turchia     | 71,4913     | 6           | 74,7756 | 6      |